# Paris–Roubaix 1907

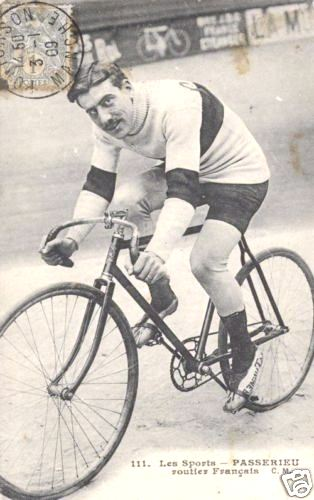
Georges Passerieu

Das Eintagesrennen Paris–Roubaix 1907 war die zwölfte Austragung des Radsportklassikers und fand am Sonntag, den 31. März 1907, statt.
Der Start des Rennens wurde nach Chatou verlegt, da die Polizei im Département Seine zu strenge Auflagen gemacht hatte. Die Strecke ging über 270 Kilometer. Es waren 71 Radrennfahrer am Start, von denen sich 22 platzieren konnten. Der Sieger Georges Passerieu absolvierte das Rennen mit einer Durchschnittsgeschwindigkeit von 30,971 Kilometern pro Stunde.
Passerieu erreichte das Vélodrome roubaisien ein wenig vor dem Feld allein. Am Eingang zur Radrennbahn wurde er von einem Polizisten angehalten, der überprüfte, ob Passerieu die notwendige Gebühr für die Benutzung von Straßen bezahlt habe. Die organisierende Zeitung L’Auto hatte die Fahrer vor dem Rennen dringend darauf hingewiesen, diese Gebühr zu entrichten. Trotz dieses Aufenthaltes gelang es Passerieu, vor Cyrille Van Hauwaert in die Bahn einzufahren. Er überfuhr die Ziellinie in dem Moment, als Van Hauwaert die Bahn erreichte.
Pottier trug bei diesem Rennen ein Trikot, das seinem Freund und Gewinner der Tour de France 1906, René Pottier, gehört hatte. Pottier hatte sich im Januar 1907 – wohl aus Liebeskummer – das Leben genommen, indem er sich erhängte.